# Koumac
Koumac és un municipi francès, situat a la col·lectivitat d'ultramar de Nova Caledònia. El 2009 tenia 3.690 habitants i es troba a 326 kilòmetres de Nouméa. El punt més alt és el Piton de Pandop (823 m).

## Evolució demogràfica
| Població de Koumac (1956-2009) | Població de Koumac (1956-2009) | Població de Koumac (1956-2009) | Població de Koumac (1956-2009) | Població de Koumac (1956-2009) | Població de Koumac (1956-2009) | Població de Koumac (1956-2009) | Població de Koumac (1956-2009) | Població de Koumac (1956-2009) | Població de Koumac (1956-2009) |
| ------------------------------ | ------------------------------ | ------------------------------ | ------------------------------ | ------------------------------ | ------------------------------ | ------------------------------ | ------------------------------ | ------------------------------ | ------------------------------ |
| Població                       | 1.190                          | 993                            | 1.017                          | 1.448                          | 1.405                          | 2.194                          | 2.647                          | 3.003                          | 3.690                          |
| Any                            | 1956                           | 1963                           | 1969                           | 1976                           | 1983                           | 1989                           | 1996                           | 2004                           | 2009                           |

## Composició ètnica
- Europeus 59,3%
- Canacs 34,8%
- Polinèsics 1,3%
- Altres, 4,6%

## Història
Al territori de Koumac habitaven el nelaouanguins. Amb el descobriment de níquel i l'explotació minaire la ciutat es beneficiarà per a expandir la seva economia. La missió catòlica arriba el 1938 i cresqué amb l'arribada de nadius, però avui la majoria de la població és d'origen caldoche. La vila de Poum va formar part de Koumac fins al 1977.

## Administració
| Període   | Identitat       | Partit                               |
| --------- | --------------- | ------------------------------------ |
| 1961-1967 | Camille Girard  |                                      |
| 1967-1977 | Roger Trouillot |                                      |
| 1977-1989 | Théné Arhou     |                                      |
| 1989-2008 | Robert Frouin   | RPCR, després DECA i Avenir ensemble |
| 2008-     | Wilfred Weiss   | Avenir ensemble                      |